# Ergosterol
El ergosterol (ergosta-5,7,22-trien-3β-ol), un esterol, es un precursor biológico (o provitamina) de la vitamina D2.  Se transforma por acción de la luz ultravioleta en ergocalciferol, o vitamina D2, mediante una reacción fotoquímica que involucra la ruptura del anillo B.
El ergosterol es el esterol que compone las membranas celulares de los hongos y ciertos protistas como los tripanosomátidos, y cumple la misma función que el colesterol realiza en las células animales. Para estos organismos, la síntesis de ergosterol es esencial, ya que es su principal fuente de esteroles. Por otro lado, los mamíferos pueden también incorporar colesterol de la dieta, convirtiendo a la inhibición de la síntesis de ergosterol en blanco de algunas drogas antifúngicas, y antiprotozoarias como en el caso de Trypanosoma brucei contra la enfermedad del sueño.
La anfotericina B es un fármaco antifúngico que captura al ergosterol.  Se enlaza al ergosterol y crea un poro polar en las membranas fúngicas.  Esto ocasiona que los iones (fundamentalmente potasio y protones) y otras moléculas se filtren, lo que matará la célula. La anfotericina B ha sido reemplazada por agentes más seguros en la mayoría de las circunstancias pero todavía se emplea, a pesar de sus efectos secundarios, para las infecciones por hongos con riesgos para la vida o infecciones por protozoos. El miconazol, el itraconazol, y el clotrimazol también inhiben la síntesis de ergosterol.
El ergosterol también se emplea como indicador de la biomasa fúngica en el suelo. Aunque el ergosterol se degrada con el tiempo, si se conserva congelado en un entorno oscuro, esta degradación puede frenarse e incluso detenerse por completo.
Las investigaciones han demostrado que el ergosterol puede tener propiedades antitumorales.
El ergosterol en polvo es irritante para la piel, los ojos y el tracto respiratorio. La ingestión de grandes cantidades puede causar hipercalcemia, que (si se prolonga) puede provocar depósitos de sales de calcio en los tejidos blandos, y particularmente en los riñones.

## Estimación de la cantidad de ergosterol en una muestra
Se realiza según el siguiente método:
- La muestra se mezcla con metanol.
- Se saponifica con un álcali fuerte.
- Se extrae con éter de petróleo.
- Se fracciona por cromatografía de líquidos HPLC.
- Se detecta por absorción ultravioleta a 282 nm.